# شجر الدر
شجر الدرّ (أو شجرة الدّر)، (ت 1257) الملقبة بعصمة الدين أم خليل، خوارزمية الأصل، وقيل أنها أرمينية أو تركية.
كانت جارية اشتراها السلطان الصالح نجم الدين أيوب، وحظيت عنده بمكانة عالية حتى أعتقها وتزوجها وأنجبت منه ابنها خليل الذي توفي في 2 من صفر 648 هـ (مايو 1250م). تولت عرش مصر لمدة ثمانين يومًا بمبايعة من المماليك وأعيان الدولة بعد وفاة السلطان الصالح أيوب، ثم تنازلت عن العرش لزوجها المعز أيبك التركماني سنة 648 هـ (1250م). لعبت دورًا تاريخيًا هامًا أثناء الحملة الصليبية السابعة على مصر وخلال معركة المنصورة.

## أصولها

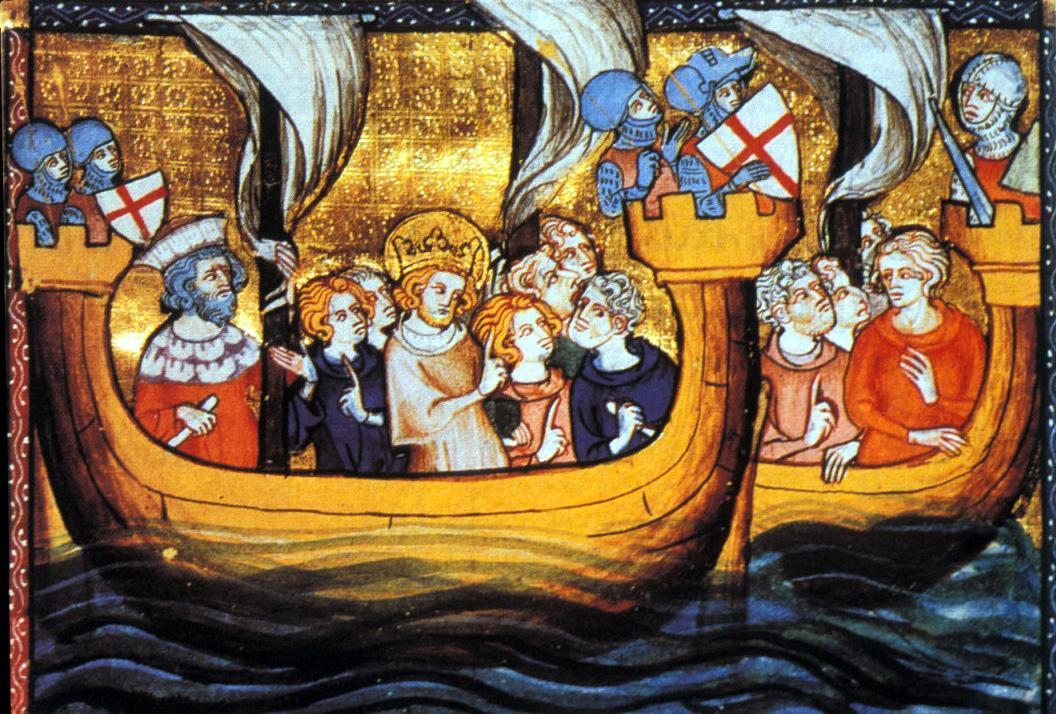
الحملة الصليبية السابعة 1249

كانت شجرة الدر جارية من أصل تركي أو خوارزمي وقيل إنها أرمنية. اشتراها الصالح أيوب قبل أن يكون سلطاناً، ورافقته في فترة اعتقاله في الكرك سنة 1239 مع مملوك له اسمه ركن الدين بيبرس الصالحي (ليس الظاهر بيبرس الذي أصبح سلطاناَ لاحقاً سنة 1260م) وأنجبت ولد اسمه خليل. لُقِبَ بالملك المنصور. وبعد ما خرج الصالح من السجن ذهبت معه إلى مصر وتزوجا هناك.وبعد أن أصبح سلطان مصر سنة (1240 م) بقيت تنوب عنه في الحكم عندما يكون خارج مصر.
في أبريل 1249 م كان الصالح أيوب في الشام يحارب الملوك الأيوبيين الذين ينافسونه على الحكم وصلته أخبار أن ملك فرنسا لويس التاسع (Louis IX)-الذي أصبح قديساً بعد وفاته. في قبرص، وفي طريقه لمصر على رأس حملة صليبية كبيرة حتى يغزوها بالقرب من دمياط على البر الشرقي للفرع الرئيسي للنيل، حتى يجهز الدفاعات لو هجم الصليبيون. وفعلاً، في يونيو 1249 م نزل فرسان وعساكر الحملة الصليبية السابعة من المراكب على بر دمياط ونصبوا خيمة حمراء للملك لويس. وانسحبت العربات التي كان قد وضعها الملك الصالح في دمياط للدفاع عنها فاحتلها الصليبيون بسهولة وهي خالية من سكانها الذين تركوها عندما رأو هروب العربات. فحزن الملك الصالح وأعدم عدداً من راكبي العربات بسبب جبنهم وخروجهم عن أوامره. انتقل الصالح لمكان آمن في المنصورة.وفي 23 نوفمبر 1249 م توفي الملك الصالح بعد أن حكم مصر 10 سنين وفي لحظة حرجة جداً من تاريخها.
استدعت شجرة الدر قائد الجيش المصري «الأمير فخر الدين يوسف» ورئيس القصر السلطاني «الطواشي جمال الدين محسن»، وقالت لهم إن الملك الصالح توفي وأن مصر الآن في موقف صعب من غير حاكم، وهناك غزو خارجي متجمع في دمياط. فاتفق الثلاثة أن يخفوا الخبر حتى لا تضعف معنويات العساكر والناس ويتشجع الصليبيون. وفي السر ومن غير أن يعلم أحد نقلت شجرة الدر جثمان الملك الصالح في مركب على القاهرة ووضعته في قلعة جزيرة الروضة. ومع أن الصالح بن أيوب لم يوص قبل أن يموت بمن يمسك الحكم من بعده، إلا أن شجرة الدر بعثت زعيم المماليك البحرية «فارس الدين أقطاى الجمدار» على حصن كيفا حتى يستدعي «توران شاه» ابن الصالح أيوب ليحكم مصر بدل أبيه المتوفى.
قبل أن يتوفى الصالح أيوب كان أعطى أوراقا على بياض لشجرة الدر حتى تستخدمها لو مات. فبقيت شجرة الدر والأمير فخر الدين يصدران الأوامر السلطانية على هذه الأوراق. وقالا إن السلطان مريض ولا يستطيع مقابلة أحد. وكان يتم إدخال الطعام للغرفة التي كان من المفروض أن يكون نائما فيها حتى لا يشك أحد. وأصدرا أمرا سلطانيا بتجديد العهد للسلطان الصالح أيوب وتنصيب ابنه توران شاه ولي عهد للسلطنة المصرية، وحلفا الأمراء والعساكر.

## انتصار المماليك على الحملة الصليبية السابعة

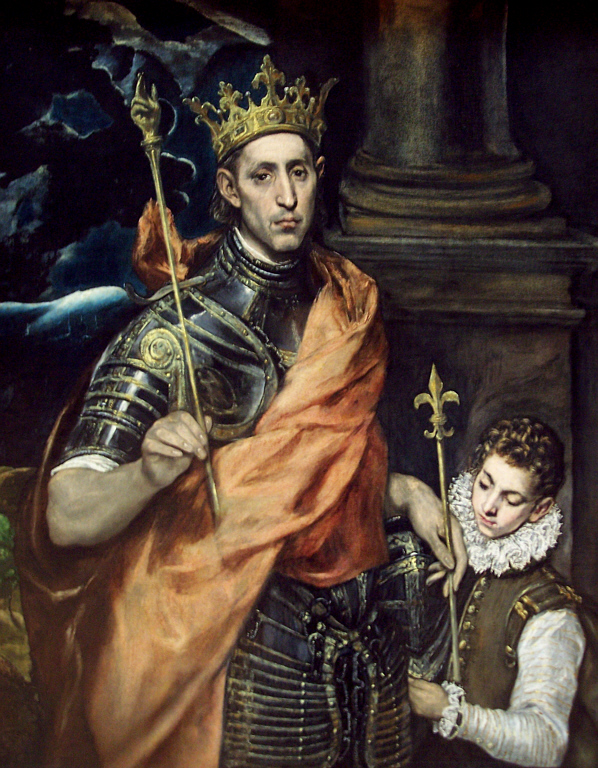
لويس التاسع ملك فرنسا يُأسر في فارسكور.

وصلت أخبار وفاة الصالح أيوب للصليبيين في دمياط بطريقة ما. وفي نفس الوقت وصلت إلى دمياط إمدادات مع «الفونس دو بويتي» (Alphonse de Poitiers) أخ الملك لويس. فتشجع الصليبيون وقرروا الخروج من دمياط والتوجه للقاهرة. واستطاعت قوات من الفرسان الصليبيين، بقيادة روبرت دارتوا (Robert d'Artois) أخ الملك لويس، اجتياز قناة اشموم عن طريق مخاضة عرفوها عن طريق أحد قادة العربات. فهجموا فجأة على المعسكر المصري في جديلة على بعد حوالي 3 كليومتر من المنصورة. قتل الأمير فخر الدين يوسف وهو خارج من الحمام على صوت الضجة والصريخ فهربت العساكر التي بغتها الهجوم غير المتوقع وذهبوا إلى المنصورة.
عرض الأمير ركن الدين بيبرس على شجرة الدر، الحاكمة الفعلية لمصر في هذا الوقت، خطة وضعها يدخل فيها الفرسان الصليبيون المندفعون نحو المنصورة في مصيدة فوافقت شجر الدر على الخطة. اجتمع بيبرس وفارس الدين اقطاي الذي أصبح القائد العام للجيوش المصرية. نظم صفوف العساكر المنسحبين من جديلة داخل المنصورة وطلب منهم ومن السكان التزام السكون التام بحيث يظن الصليبيون المهاجمون أن المدينة خالية مثل ما حصل في دمياط. وفعلاً وقع الفرسان الصليبيون في الفخ واندفعوا إلى داخل المنصورة واتجهوا نحو القصر السلطاني حتى يحتلوه. فخرجت لهم المماليك البحرية والمماليك الجمدارية فجأة وهاجموهم من كل ناحية بالسيوف والسهام وخرج سكان المنصورة والمتطوعون وهم يرتدون خوذ من النحاس الأبيض بدل خوذات العساكر وضربوهم بكل ما أوتوا من قوة.
حاصر المماليك القوات الصليبية المهاجمة وأغلقوا الشوارع والحواري وبقي الصليبيون غير قادرين على الهروب ولم يبق أمامهم سوى الموت على الأرض أو أن يرموا أنفسهم في نهر النيل ويغرقوا فيه. اختبأ «روبرت دارتوا» أخ لويس داخل بيت لكن الناس وجدوه وقتلوه، وانتهت المعركة بهزيمة الصليبيين هزيمة منكرة في حواري المنصورة. وقتل منهم عدد كبير لدرجة أنه لم ينج من فرسان المعبد إلا واحد أو اثنان.
هذا كان أول ظهور للماليك البحرية داخل مصر كمقاتلين يدافعون عن مصر. وفي تلك اللحظة كان تاريخ مصر والمنطقة التي حولها يتشكل عن طريق شجرة الدر ورجال دخلوا تاريخ مصر والعالم مثل الظاهر بيبرس عز الدين أيبك وقلاوون الألفي وغيرهم.

## التخلص منتوران شاه

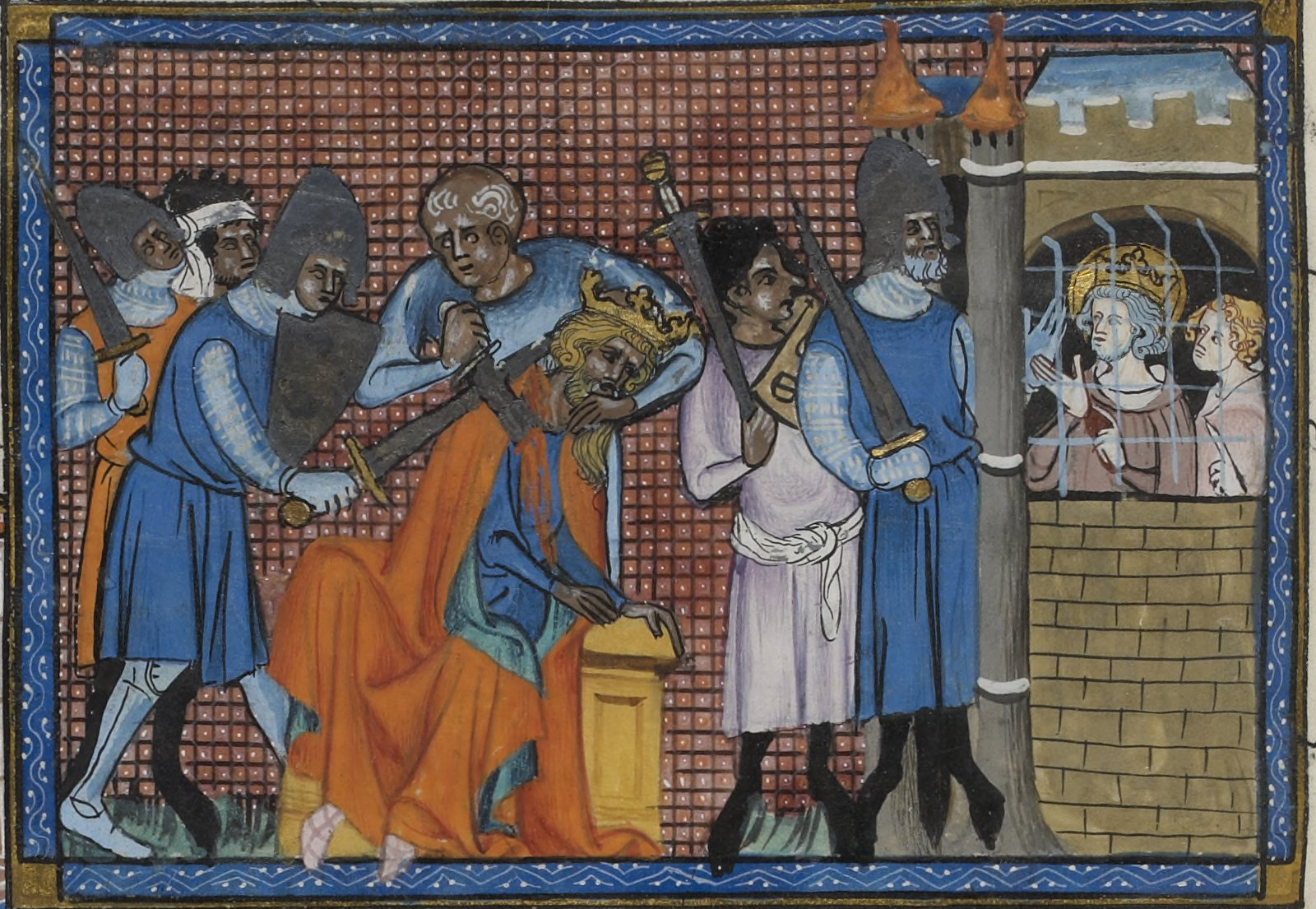
توران شاه اغتيل سنة 1250.

بعد النصر تنكر السلطان الجديد لشجرة الدر، وبدلاً من أن يحفظ لها جميلها بعث يهددها ويطالبها بمال أبيه، فكانت تجيبه بأنها أنفقته في شؤون الحرب وتدبير أمور الدولة، فلما اشتد عليها، ورابها خوف منه ذهبت إلى القدس خوفًا من غدر السلطان وانتقامه.
ولم يكتف توران شاه بذلك بل امتد حنقه وغيظه ليشمل أمراء المماليك، أصحاب الفضل الأول في تحقيق النصر العظيم وإلحاق الهزيمة بالحملة الصليبية السابعة، وبدأ يفكر في التخلص منهم غير أنهم كانوا أسبق منه في الحركة وأسرع منه في الإعداد فتخلصوا منه بالقتل على يد أقطاي.

## المبايعة

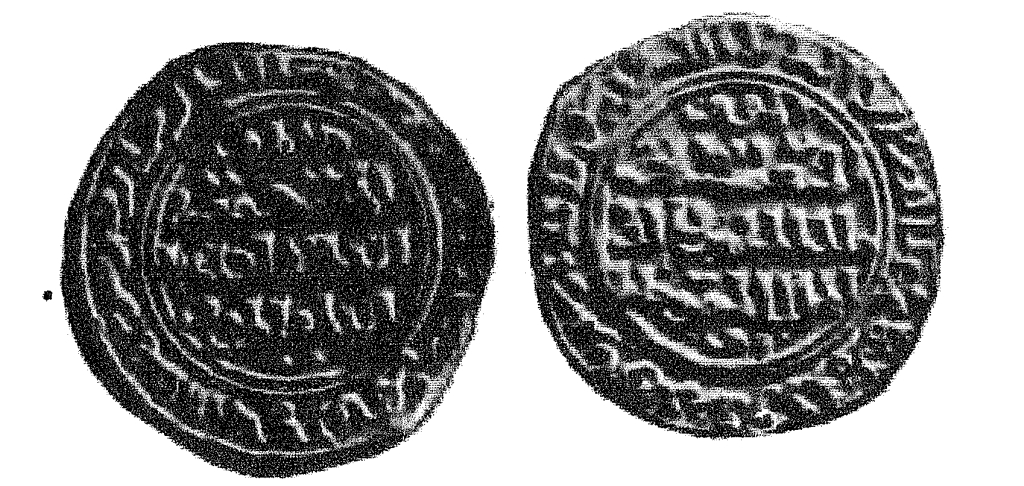
دينار من عهد شجرة الدر

وجد المماليك أنفسهم في وضع جديد؛ فهم اليوم أصحاب الكلمة الأولى في البلاد ومقاليد الأمور في أيديهم، ولم يعودوا أداة في يد من يستخدمهم لتحقيق مصلحة أو نيل هدف وعليهم أن يختاروا سلطانًا للبلاد. وبدلاً من أن يختاروا واحدًا منهم لتولي شؤون البلاد اختاروا شجرة الدر لتولي هذا المنصب الرفيع.
أخذت البيعة للسلطانة الجديدة ونقش اسمها على السِّكة بالعبارة الآتية «المستعصمية الصالحية ملكة المسلمين والدة خليل أمير المؤمنين».
جدير بالذكر أن شجرة الدر لم تكن أول امرأة تحكم في العالم الإسلامي، فقد سبق أن تولت رضية الدين سلطنة دلهي، واستمر حكمها أربع سنوات (634 - 638 هـ) الموافق (1236 - 1240م). وحكمت أروى بنت أحمد الصليحي من سلالة بنو صليح اليمن من تاريخ (492 - 532 هـ) الموافق (1098 - 1138م).

## تصفية الوجود الصليبي
وما إن جلست شجرة الدر على العرش حتى قبضت على زمام الأمور وأحكمت إدارة شؤون البلاد، وكان أول عمل اهتمت به هو تصفية الوجود الصليبي في البلاد وإدارة مفاوضات معه انتهت بالاتفاق مع الملك لويس التاسع (القدّيس لويس، كما يسمّيه قومه)، الذي كان أسيرًا بالمنصورة، على تسليم دمياط وإخلاء سبيله وسبيل من معه من كبار الأسرى مقابل فدية كبيرة قدرها ثمانمائة ألف دينار، يدفع نصفها قبل رحيله والباقي بعد وصوله إلى عكا، مع تعهد منه بعدم العودة إلى سواحل البلاد الإسلامية مرة أخرى.

## المعارضة
غير أن الظروف لم تكن مواتية لأن تستمر في الحكم طويلاً على الرغم مما أبدته من مهارة وحزم في إدارة شؤون الدولة وتقربها إلى العامة وإغداقها الأموال والإقطاعات على كبار الأمراء. لقيت معارضة شديدة داخل البلاد وخارجها، وخرج المصريون في مظاهرات غاضبة تستنكر جلوس امرأة على عرش البلاد، وعارض العلماء ولاية المرأة الحكم وقاد المعارضة العز بن عبد السلام لمخالفة جلوسها على العرش للشرع.
وفي الوقت نفسه، ثارت ثائرة الأيوبيين في الشام لمقتل توران شاه واغتصاب المماليك للحكم بجلوس شجرة الدرّ على سدة الحكم، ورفضت الخلافة العباسية في بغداد أن تقرّ صنيع المماليك، فكتب الخليفة المستعصم إليهم: «إن كانت الرجال قد عدمت عندكم فأعلمونا حتى نسيّر إليكم رجلاً».

## تنازلها عن العرش
ولم تجد شجرة الدرّ إزاء هذه المعارضة الشديدة بدًا من التنازل عن العرش للأمير عز الدين أيبك أتابك العسكر الذي تزوجته، وتلقب باسم الملك المعز، وكانت المدة التي قضتها على عرش البلاد ثمانين يوماً.
وإذا كانت شجرة الدر قد تنازلت عن الحكم والسلطان رسمياً، وانزوت في بيت زوجها، فإنها مارسته بمشاركة زوجها مسؤولية الحكم، فخضع هذا الأخير لسيطرتها، فأرغمته على هجر زوجته الأولى أمّ ولده علي وحرّمت عليه زيارتها هي وابنها، وبلغ من سيطرتها على أمور السلطان أن قال المؤرخ الكبير «ابن تغري بردي»: «إنها كانت مستولية على أيبك في جميع أحواله، ليس له معها كلام».

## قتل فارس الدين أقطاي
ساعدت شجرة الدر عز الدين أيبك على التخلص من فارس الدين أقطاي الذي سبب لهم مشاكل عديدة في حكم البلاد، والذي كان يعد من أشرس القادة المسلمين في عصره، كما كان لكلمته صدى واضح في تحركات الجند في كل مكان.

## وفاتها
غير أن أيبك انقلب عليها بعدما أحكم قبضته على الحكم في البلاد، وتخلص من منافسيه في الداخل ومناوئيه من الأيوبيين في الخارج، وتمرس بإدارة شؤون البلاد، بدأ في اتخاذ خطوات للزواج من ابنة «بدر الدين لؤلؤ» صاحب الموصل.
```
فغضبت شجر الدر لذلك وأسرعت في تدبير مؤامرتها للتخلص من أيبك، فأرسلت إليه تسترضيه وتتلطف معه وتطلب عفوه، فانخدع لحيلتها واستجاب لدعوتها وذهب إلى القلعة حيث لقي حتفه هناك في 
23 ربيع الأول
 
655 هـ
 (
1257م
).
```

أشاعت شجر الدرّ أن المعزّ لدين الله أيبك قد مات فجأة بالليل، لكن مماليك أيبك لم يصدقوها فقبضوا عليها وحملوها إلى امرأة عز الدين أيبك التي أمرت جواريها بقتلها بعد أيام قليلة، فقاموا بضربها بالقباقيب على رأسها وألقوا بها من فوق سور القلعة، ولم تدفن إلا بعد عدة أيام.
وهكذا انتهت حياتها على هذا النحو بعد أن كانت ملء الأسماع والأبصار، وقد أثنى عليها المؤرخون المعاصرون لدولة المماليك، فيقول «ابن تغري بردي» عنها: «وكانت خيّرة دَيِّنة، رئيسة عظيمة في النفوس، ولها مآثر وأوقاف على وجوه البِرّ، معروفة بها…».
قتلت «شجر الدر» ملكة مصر في القاهرة في يوم 3 مايو (ايار) عام 1257 الموافق 23 ربيع الأول لعام 655 من الهجرة بعد أن دام حكمها ثمانين يوما ثم تنازلت عن العرش لوزيرها «عز الدين» الذي تلقب بالملك المعز.
اتخذت سيرة شجر الدر موضوعا لفيلم سينمائي كان من أوائل الأفلام السينمائية في مصر، وقد اضطلعت فيه بدور شجر الدر الممثلة السيدة آسيا، وعرض في كثير من الأقطار العربية في أوائل الثلاثينيات من القرن الماضي.

## شجر الدر في التراث المصري

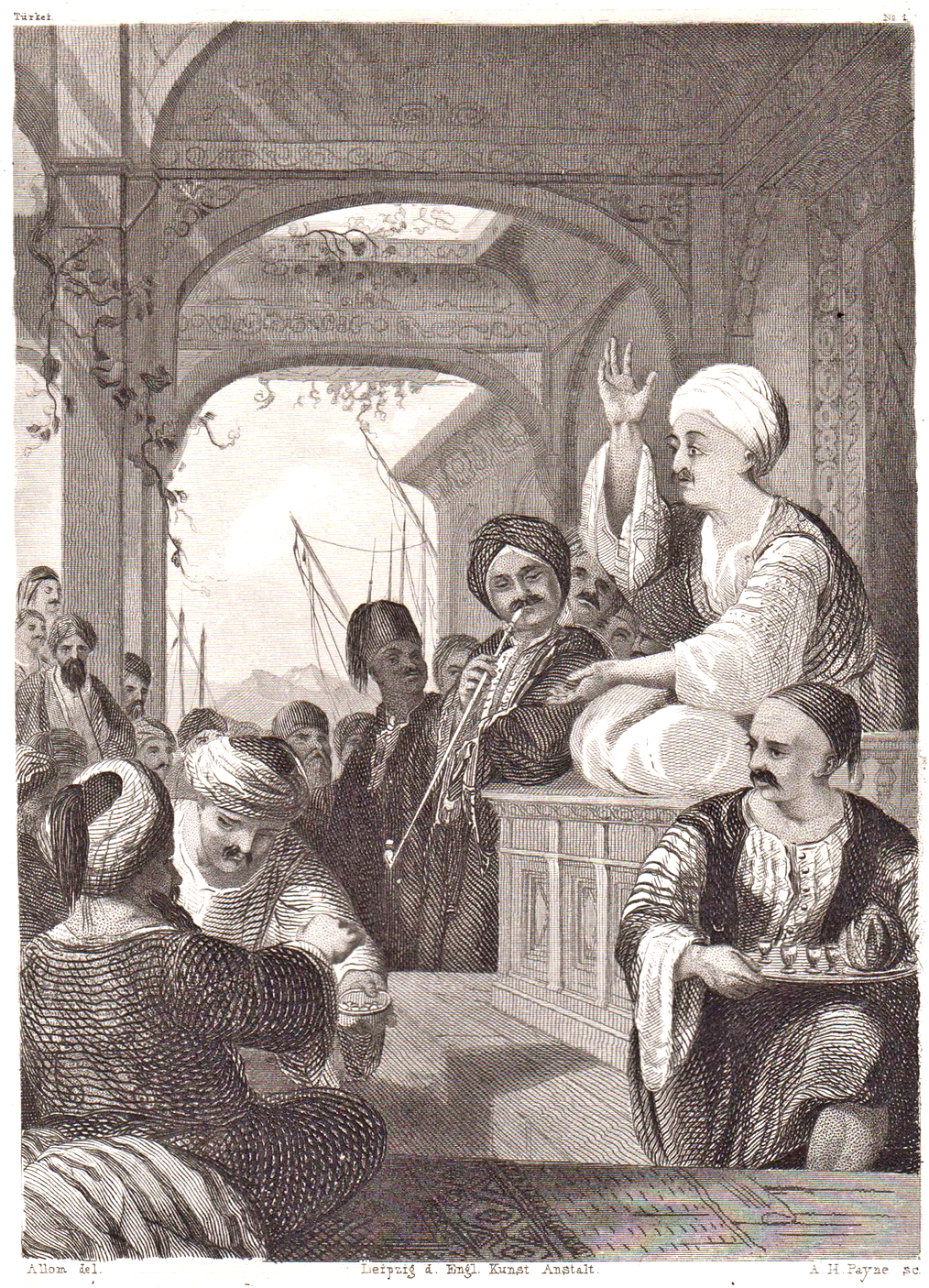
الحكواتية حكوا للناس عن شجر الدر.

شجر الدر في التراث المصري اسمها شجرة الدر وهي شخصية من شخصيات سيرة الظاهر بيبرس.هذه السيرة الشعبية التي كان يحكيها الحكاواتية في المقاهي في مصر حتى بدايات القرن العشرين، تبين مدى حب المصريين للسلطان الظاهر بيبرس وشجر الدر. وتقول السيرة التي معظمها خيال أن فاطمة شجر الدر كانت ابنة خليفة اسمه المقتدر، كان يحكم في بغداد حتى هجم المغول على مملكته ودمروها. وسبب اسمها شجر الدر هو أن أباها كان يحبها جداً فأهداها فستانا من اللؤلؤ (الدر) فلما لبسته أصبحت وكأنها شجرة در ولما طلبت منه أن يجعلها ملكة مصر أعطاها تقليدا بحكم مصر. فلما ذهبت إلى مصر وجدت أن الصالح أيوب يحكمها فتزوجها حتى يبقى في الحكم معها. ولما وصل بيبرس مصر ودخل القلعة أحبته مثل ابنها. أبيك التركماني في القصة ظهر كشخصية شريرة من الموصل، أتى إلى مصر حتى ينزع الحكم من شجر الدر وزوجها الصالح. بعد أن توفي الصالح تزوجت أيبك. لكن الصالح أيوب أتاها في المنام وأمرها بأن تقتله، فلما استيقظت احضرت السيف وقتلته. ولما دخل ابنه الغرفة ووجدها قد قتلته خافت وركضت فركض وراءها حتى وقعت من القلعة وماتت.

## شجر الدر في السينما والتلفزيون
- الفيلم المصري شجرة الدر عام 1935 عن قصة حياة شجر الدر بطولة وقامت بدور شجر الدر الممثلة آسيا داغر
- المسلسل الإماراتي شجر الدر عام 1979 عن قصة حياة شجر الدر وقامت بدور شجر الدر الممثلة نضال الأشقر
- الفيلم المصري وإسلاماه عام 1962 عن قصة حياة قطز بطولة أحمد مظهر وقامت بدور شجر الدر الممثلة تحية كاريوكا في النسخة العربية والممثلة سيلفانا بامبانيني في النسخة الإيطالية
- المسلسل المصري الفرسان عام 1994 عن قصة حياة قطز بطولة أحمد عبد العزيز وقامت بدور شجر الدر الممثلة نوال أبو الفتوح
- المسلسل المصري على باب مصر عام 2006 عن الغزو التتاري للعالم الإسلامي بطولة يوسف شعبان ورغدة وقامت بدور شجر الدر الممثلة نهال عنبر
- المسلسل السوري الظاهر بيبرس عام 2005 عن قصة حياة الظاهر بيبرس بطولة وقامت بدور شجر الدر الممثلة سوزان نجم الدين

## ملحوظات
1. ↑  Emmanuel K. Akyeampong; Henry Louis Gates, Jr., eds. (2012), Dictionary of African Biography (بالإنجليزية), New York City: Oxford University Press, OL:24839793M, QID:Q46002746
2. ↑  الحافظ محمد بن أحمد بن عثمان بن قايماز الذهبي أبو عبد. سير أعلام النبلاء - الجزء الثالث والعشرون. ktab INC. مؤرشف من الأصل في 2020-05-02.
3. ↑  بيبرس الدوادار، 3
4. ↑  محيي الدين بن عبد الظاهر، 52
5. ↑  ابن أيبك، 7/374
6. ↑  العيني، عصر سلاطين المماليك، 28
7. ↑  بعض المؤرخين يعتبرون شجر الدر أولى سلاطين المماليك. في تلك الحالة يكون عز الدين أيبك ثاني سلاطين المماليك وليس أولهم (قاسم, 22)- (الشيال, 2/108)
8. ↑  المقريزي، السلوك، 1/459
9. ↑  Al-Maqrizi, Ibn Taghri and Abu Al-Fida regarded Shajar al-Durr as Turkic. Al-Maqrizi and Abu Al-Fida, however, mentioned that some believed she was of أرمن origin. (Al-Maqrizi, p. 459/vol.1) - (Ibn Taghri,p.102-273/vol.6)- (Abu Al-Fida, pp.68-87/Year 655H)
10. ↑  Dr. Yürekli, Tülay (2011), The Pursuit of History (International Periodical Research Series of Adnan Menderes University), Issue 6, Page 335, The Female Members of the Ayyubid Dynasty, Online reference: http://www.tarihinpesinde.com/sayi06/16.pdf نسخة محفوظة 2012-04-26 على موقع واي باك مشين.
11. ↑  شجر الدر (أو عصمة الدين أم خليل) مصر الخالدة نسخة محفوظة 19 أغسطس 2016 على موقع واي باك مشين.
12. ↑  جريدة الشرق الأوسط العدد5270 الإثنين 3/5/1993
13. ↑  جريدة الشرق الأوسط. العدد 5270 الصادر في 3 مايو 1993